# Франци Алексија
Франци Алексија (алб. Franci Aleksi; Тирана, 9. новембар 1998) албански је пливач чија специјалност су трке слободним стилом. Национални је рекордер и првак на 800 и 1.500 метара у великим базенима.

## Спортска каријера
Алексија је присутан на међународним пливачким од 2012. и Светског првенства у малим базенима које је те године одржано у Истанбулу. Такмичио се и на првенствима која су одржана у Дохи 2014. и Виндзору 2016, али ни на једном од тих такмичења није успео да оствари неки запаженији резултат. 
На светским првенствима у великим базенима је дебитовао у Будимпешти 2017. (30. на 800 слободно и 37. место на 1.500 слободно), а на истом такмичењу је наступио и две године касније, у корејском Квангџуу 2019 (44. место на 400 слободно и претпоследње 37. место на 800 слободно). 
Од 2018. студира на Универзитету у Ешланду, у америчкој савезној држави Охајо.